# Rhynchospora sanariapensis
Rhynchospora sanariapensis är en enhjärtbladiga växtart som beskrevs av Julian Alfred Steyermark. Rhynchospora sanariapensis ingår i släktet småag, och familjen halvgräs. Inga underarter finns listade i Catalogue of Life.